# Далила
Далила (у синодалном преводу Далида) филистејска је лепотица у коју се, према Библији заљубио израелски јунак Самсон. Пошто је Самсон био непобедив и поразио је читаву филистејску војску, филистејци су подмитили Далилу да открије у чему је тајна Самсонове снаге. Далила је опила Самсона вином, те јој је он у пијанству одао да његова снага лежи у његовој коси која никада није била шишана. Када је Самсон заспао, Далила му одреза косу и Самсона је снага напустила. Филистејци су потом ослепели Самсона и бацили га у тамницу, где су му слали своје жене, како би филистејски народ ојачао. О Далилиној судбини се ништа даље не спомиње.